# برايان غروندي
برايان غروندي (بالإنجليزية: Brian Grundy)‏ هو لاعب كرة قدم بريطاني، ولد في 9 مايو 1945 في أثرتون (مانشستر الكبرى) في المملكة المتحدة. لعب مع نادي بانغور سيتي ونادي بوري وويغان أتلتيك.